# شش

انگاره (طرح) شش انسان.

شُش، جگر سفید یا ریه، بخش اصلی دستگاه تنفس انسان و بسیاری از جانداران از جمله برخی از ماهی‌ها و گردش خون است همچنین جداسازی دی‌اکسید کربن از جریان خون و دادن آن به هوا در یک فرایند تبادل گاز، از جمله دیگر کارهای شُش‌ها است. در هر گونهٔ جانوری ممکن است تنفس با کمک دستگاه ماهیچهای دیگری صورت گیرد؛ پستانداران، خزندگان و پرندگان از ماهیچه‌های متفاوتی برای دم و بازدم استفاده می‌کنند. در چهاراندامان اولیه فرایند تنفس به صورت تنفس دهانی بود و هوا به کمک ماهیچه‌های حلقی درون بدن رانده می‌شد. این نوع دم و بازدم همچنان در میان دوزیستان دیده می‌شود. در انسان‌ها، ماهیچهٔ اصلی راندن هوا درون بدن، دیافراگم است. همچنین شُش‌ها نیز جریان هوا را برقرار می‌کنند تا صحبت کردن و صدا درآوردن در انسان ممکن باشد.
انسان‌ها دو شُش دارند که در حفره سینه‌ای درون سینه جای دارند. شش سمت چپ به دلیل همسایگی با قلب و داشتن فضای کمتر، از شُش سمت راست قدری کوچکتر است. دو شُش در مجموع ۱٫۳ کیلوگرم سنگینی دارند و البته شش راست سنگین تر است. شش‌ها بخشی از راه هوایی پایینی اند که آغاز آن در نای است و به شاخه‌های نایژه و نایژک می‌رسد که هوا را با دَم و از مسیر راه هوایی به داخل می‌کشد. فرایند تبادل گاز در کیسه هوایی روی می‌دهد. دو شُش با هم، نزدیک به ۲۴۰۰ کیلومتر راه هوایی و ۳۰۰ تا ۵۰۰ میلیون کیسه هوایی دارند. هر شُش در یک پرده جنب جای گرفته که اجازه می‌دهد دیواره‌های بیرونی و درونی در هنگام تنفس روی هم لیز بخورند بدون آنکه اصطکاک زیادی پدید آید. پرده جنب دارای دو لایه می‌باشد که از جنس بافت همبند است فضای آن را مایعی می‌پوشاند که فشار آن از فشار جو کمتر است در نتیجه حتی در هنگام بازدم عمیق نیز باعث بازماندن شش‌ها می‌شود. همچنین این پرده، شش‌ها را به بخش‌هایی به نام لوب تقسیم می‌کند. شش راست، سه لوب و شش چپ، دو لوب دارد. خود لوب‌ها به بخش‌های کوچکتر تقسیم می‌شوند.
بافت شش‌ها می‌تواند در اثر شماری از بیماری‌های تنفسی آسیب ببیند از آن جمله می‌توان به سینه‌پهلو و سرطان ریه اشاره کرد. بیماری‌های مزمن انسدادی ریه مانند برونشیت می‌توانند با عواملی مانند سیگار کشیدن یا قرارگیری در برابر مواد سمی مانند گرد زغال، پنبه نسوز و غبار بلور سیلیسیم دی‌اکسید مرتبط باشند. برونشیت می‌تواند به راه هوایی نیز آسیب بزند.
شش حالتی اسفنج گونه دارد به دلیل اینکه بیشتر آن را کیسه‌های هوایی فرا گرفته این کیسه‌ها به شش ساختاری اسفنج گونه می‌دهند. ششها قابلیت ارتجاعی دارند.
در شش‌ها گلبول‌های قرمز خون اکسیژن را دریافت می‌کنند و به دیگر یاخته‌های بدن می‌رسانند. ریه‌ها به شکل نیمه مخروطی هستند و قسمت‌های طرفی حفره سینه را پر می‌کنند. هرکدام از آن‌ها در داخل یکی از کیسه‌های جنب جای گرفته‌اند. قاعده شش‌ها روی پرده دیافراگم (ماهیچه‌ای که حفره سینه و حفره شکم را از هم جدا می‌کند) قرار گرفته و قله ریه‌ها مجاور دنده اول است. ریه کودکان صورتی رنگ است ولی ریه بزرگسالان به علت ذرات خارجی مثل دود و غبار وارد شده از راهِ تنفس خاکستری رنگ می‌باشد. ریه راست از ۳ قطعه (لوب) و ریه چپ از ۲ قطعه (لوب) تشکیل شده است. ریه راست کوتاه و قطور، و ریه چپ باریک و بلند است. نایژک‌ها در ریه‌ها به گویچه‌های هوایی کوچکی به نام کیسه هوایی ختم می‌شوند. کیسه‌های هوایی دارای مویرگ‌های فراوانی هستند و تعویض اکسیژن هوا با دی‌اکسید کربن خون داخل این حفره‌ها انجام می‌شود. به نام‌های ریه راست و چپ که هر ریه از دو یا سه لوب تشکیل شده است. هوا از طریق نای و نایژه وارد ریه می‌شود. خون از طریق سرخرگ‌های ریوی وارد شش شده و از طریق سیاهرگ ریوی خون اکسیژن‌دار خارج می‌شود.
شش دارای ماهیچه نمی‌باشد بلکه این ماهیچه‌های قفسه سینه است که شش را می‌پوشاند. پرده دیافراید در کارکرد آن مؤثر است بیشتر حجم شش را حباب‌ها پر کرده‌اند.

## ساختار
| ریه راست | ریه چپ |
| --- | --- |
| Upper - Apical - Posterior - Anterior Middle - Lateral - Medial Lower - Superior - Medial - Anterior - Lateral - Posterior | Upper - Apicoposterior - Anterior Lingula - Superior - Inferior Lower - Superior - Anteriomedial - Lateral - Posterior |

### کالبدشناسی
شش‌ها در حفره سینه و در دو سوی قلب درون قفسه سینه جای دارند. شش‌ها مخروطی شکل اند و در بخش بالایی باریک می‌شوند. بخش پایینی آن مقعر و گسترده است و بر روی سطح محدب دیافراگم جای گرفته است. بخش بالایی شش‌ها باریک می‌شود و در بالا ادامه می‌یابد تا به ریشهٔ گردن می‌رسد اندکی بالاتر از انتهای جناغی دندهٔ نخست. بازهٔ گسترش شش‌ها داخل قفسهٔ سینه از نزدیکی ستون مهره‌ها تا جلوی سینه است از بالا هم از بخش پایینی نای تا دیافراگم است. شش چپ فضای مشترک با قلب دارد از این رو یک بخش دندانه مانند بر روی مرز آن تشکیل شده است که شکاف قلبی شش چپ نام دارد و فضای لازم برای قلب را تأمین می‌کند. بخش پیشین و بیرونی شش‌ها رو به دنده‌ها است و دندانه‌های ملایم تری بر روی آن تشکیل شده است. سطح میانی شش‌ها رو به مرکز سینه است و روبروی قلب، عروق بزرگ و کارینا قرار دارد؛ جایی که نای دو شاخه می‌شود. (به نایژه‌ها تبدیل می‌شود)

## میکروآناتومی
شش‌ها، بخشی از دستگاه تنفسی تحتانی، راه‌های هوایی نایژه را در حالی که از نای منشعب می‌شوند، در خود جای می‌دهند. این راه‌های هوایی در نهایت به آلوئول‌ها منتهی می‌شوند که بافت عملکردی اولیه ریه را تشکیل می‌دهند. در داخل ریه‌ها، رگ‌های خونی، اعصاب و عروق لنفاوی وجود دارد. نای و نایژه‌ها دارای شبکه‌های مویرگی لنفاوی در لایه‌های داخلی و میانی خود هستند، در حالی که برونش‌های کوچکتر دارای یک لایه از این کانال‌های لنفاوی هستند. با این حال، آلوئول‌ها کانال‌های لنفاوی ندارند. ریه‌ها دارای بزرگ‌ترین دستگاه تخلیه لنفاوی در بین اندام‌ها هستند و در یک غشای سروزی به نام پلور احشایی قرار دارند. پلورا شامل لایه ای از بافت همبند سست متصل به داخل ریه است.

### بافت همبند
بافت همبند شش که از فیبرهای الاستیک و کلاژن تشکیل شده است، برای عملکرد ریه بسیار مهم است. الاستین، یک پروتئین ماتریکس خارج سلولی برجسته، فیبرهای الاستیک را تشکیل می‌دهد و انعطاف‌پذیری و انعطاف‌پذیری لازم را برای کشش‌های مکرر در تنفس فراهم می‌کند. نواحی با استرس بالا، مانند دهانه‌ها و اتصالات آلوئولی، حاوی غلظت الاستین بالاتری هستند. این بافت همبند آلوئول‌ها را به هم متصل می‌کند تا پارانشیم ریه را تشکیل دهد که ساختاری اسفنج مانند دارد و دارای مسیرهای هوایی متصل به هم در دیواره‌های آلوئولی معروف به منافذ کوهن است.

### اپیتلیوم تنفسی
اپیتلیوم تنفسی مجاری تنفسی تحتانی شامل نای، نایژه‌ها و نایژک‌ها را می‌پوشاند. از سلول‌های مژک دار، سلول‌های جامی، سلول‌های پایه، سلول‌های باشگاهی در برونشیول‌های انتهایی و ماکروفاژها تشکیل شده است. ترشح مایع سطح راه هوایی (ASL) توسط سلول‌های اپیتلیال و غدد زیر مخاطی حفظ می‌شود که بر کارایی پاک‌سازی مخاطی‌مژه‌ای تأثیر می‌گذارد. سلول‌های عصبی غدد ریوی (PNECs)، که در حدود ۰٫۵ درصد از جمعیت اپیتلیال وجود دارند، در سراسر اپیتلیوم تنفسی، از جمله اپیتلیوم آلوئولار، یافت می‌شوند. آنها مواد شیمیایی مختلفی مانند سروتونین، دوپامین، نوراپی نفرین و محصولات پلی پپتیدی تولید می‌کنند. فرایندهای سیتوپلاسمی آنها به مجرای راه هوایی گسترش می‌یابد و به آنها اجازه می‌دهد تا تغییرات در ترکیب گاز دمیده شده را تشخیص دهند.

### راه‌های هوایی نایژه
در راه‌های هوایی نایژه، حلقه‌های نای نای کاملی از غضروف و صفحات غضروفی کوچک‌تری دارند که باز بودن خود را حفظ می‌کنند. با این حال، نایژه‌ها برای حفظ غضروف بسیار باریک هستند و دیواره آنها عمدتاً از ماهیچه صاف تشکیل شده است. با باریک شدن آنها به برونشیول‌های تنفسی، محتوای عضلانی به میزان قابل توجهی کاهش می‌یابد و این برونشیول‌های کوچکتر عمدتاً در اپیتلیوم پوشانده می‌شوند. عدم وجود غضروف در برونشیول‌های انتهایی، که به عنوان برونشیول‌های غشایی نیز شناخته می‌شوند، نامی جایگزین برای این ساختارها ارائه می‌دهد.

### ناحیه تنفسی
ناحیه هدایت‌کننده دستگاه تنفسی به نایژک‌های انتهایی ختم می‌شود که به نایژک‌های تنفسی منشعب می‌شوند و شروع ناحیه تنفسی را نشان می‌دهند. این ناحیه از آسین تشکیل شده است که از نایژک‌های (برونشیول‌های) تنفسی، مجاری آلوئولی، کیسه‌های آلوئولی و آلوئول‌ها تشکیل شده است. قطر اسین‌ها تا ۱۰ میلی‌متر می‌رسد. یک لوبول ریوی اولیه که در دیستال نایژک تنفسی قرار دارد شامل مجاری آلوئولی، کیسه‌ها و آلوئول‌ها می‌شود اما برونشیول‌های تنفسی را شامل نمی‌شود.
واحد کوچکتر به نام لوبول ریوی ثانویه یا لوبول تنفسی از ۳۰ تا ۵۰ لوبول اولیه تشکیل شده است. این کوچک‌ترین جزء ریه است که بدون کمک قابل مشاهده است. هر لوبول توسط یک برونشیول انتهایی منشعب می‌شود که به نایژک‌های تنفسی منشعب می‌شود، که آلوئول را در هر آسینوس تأمین می‌کند و شاخه‌های شریان ریوی را همراهی می‌کند. سپتوم‌های داخل لوبولی و بین لوبولی به ترتیب آسین و لوبول‌ها را از هم جدا می‌کنند.
برونشیول‌های تنفسی مجاری آلوئولی ایجاد می‌کنند که منجر به کیسه‌های آلوئولی حاوی دو یا چند آلوئول می‌شود. آلوئول‌ها دارای دیواره‌های نازکی هستند که انتشار سریع را امکان‌پذیر می‌کند و دارای گذرگاه‌های کوچک هوایی به نام منافذ کوهن است.

### آلوئول
آلوئول‌ها، کیسه‌های هوایی کوچک در ریه‌ها، از دو نوع سلول تشکیل شده‌اند: سلول‌های آلوئولی و ماکروفاژهای آلوئولی. سلول‌های نوع I و II که به عنوان پنوموسیت نیز شناخته می‌شوند، دیواره و تیغه آلوئول‌ها را می‌سازند. سلول‌های نوع I مسطح و نازک هستند و ۹۵ درصد از سطح آلوئول را پوشش می‌دهند، در حالی که سلول‌های نوع II شکل مکعبی دارند و معمولاً در گوشه‌های آلوئولی جمع می‌شوند. اگرچه شکل آنها متفاوت است، اما نسبت این دو نوع سلول تقریباً برابر است.
یاخته‌های نوع I دیواره‌های آلوئولی و تیغه‌ها (سپتوم‌ها) را تشکیل می‌دهند و به دلیل دیواره‌های نازک‌شان تبادل گاز کارآمد را ممکن می‌سازند. آنها نمی‌توانند تقسیم شوند و برای تولید سلول جدید به سلول‌های نوع II وابسته هستند. از طرف دیگر، سلول‌های نوع II بزرگتر هستند و موادی مانند مایع پوشش اپیتلیال و سورفکتانت ریه تولید و ترشح می‌کنند. آنها می‌توانند در صورت نیاز تقسیم شده و به سلول‌های نوع I تبدیل شوند.
ماکروفاژهای آلوئولی نقش حیاتی در سیستم ایمنی دارند. آنها ناخالصی‌هایی مانند گلبول‌های قرمز را از آلوئول‌ها حذف می‌کنند و پاکیزگی و عملکرد ریه را حفظ می‌کنند.

### میکروبیوتا
میکروبیوتای ریه به جمعیت قابل توجهی از میکروارگانیسم‌های موجود در ریه‌ها اشاره دارد که با سلول‌های اپیتلیال راه هوایی در تعامل هستند. این تعامل ممکن است در حفظ تعادل در بدن بسیار مهم باشد. میکروبیوتای ریه در افراد سالم پیچیده و پویا است. با این حال، ترکیب آن می‌تواند در بیماری‌هایی مانند آسم و بیماری انسدادی مزمن ریه (COPD) تغییر کند. به عنوان مثال، بیماری انسدادی مزمن ریه ممکن است شاهد تغییر میکروبیوتا پس از عفونت راینوویروس باشد. از جمله جنس‌های قارچی رایج موجود در میکروبیوتای ریه می‌توان به کاندیدا، مالاسزیا، ساکارومایسس و آسپرژیلوس اشاره کرد.

### دستگاه تنفسی
سیستم تنفسی تحتانی که شامل نای و ریه‌ها می‌شود، هوا را از حلق از طریق نای دریافت می‌کند که به نایژه‌های اولیه راست و چپ تقسیم می‌شود و هوا را به هر ریه می‌رساند. راه‌های هوایی به تدریج به برونشیول‌های کوچک‌تر منشعب می‌شوند که منجر به برونشیول‌های تنفسی و مجاری آلوئولی می‌شوند. تبادل گازی در آلوئول‌ها اتفاق می‌افتد که در آن اکسیژن به جریان خون منتشر می‌شود و دی‌اکسید کربن حذف می‌شود. مساحت کل تخمین زده شده ریه بین ۵۰ تا ۷۵ متر مربع است که اغلب به اندازه یک زمین تنیس بزرگ است. برونش‌ها در ناحیه رسانا توسط غضروف حمایت می‌شوند، در حالی که برونش‌ها توسط ماهیچه صاف احاطه شده‌اند. ناحیه هدایت کننده هوای استنشاقی را با استفاده از گل مژه برای پاکسازی مخاط گرم، مرطوب و تمیز می‌کند. گیرنده‌های کشش ریوی در عضله صاف به جلوگیری از تورم بیش از حد از طریق رفلکس هرینگ-بروئر کمک می‌کند.

## رشد و توسعه

### کمبود ویتامین آ
ریه در حال رشد به ویژه در برابر تغییرات سطح ویتامین A آسیب‌پذیر است. کمبود ویتامین A با تغییرات در پوشش اپیتلیال ریه و در پارانشیم ریه ارتباط دارد که می‌تواند فیزیولوژی طبیعی ریه را مختل کرده و زمینه‌ساز بیماریهای تنفسی شود. کمبود شدید تغذیه ای ویتامین A منجر به کاهش تشکیل دیواره‌های آلوئولی (سپتوم) و تغییرات قابل توجه در اپیتلیوم تنفسی می‌شود. تغییرات در ماتریس خارج سلولی و محتوای پروتئین غشای پایه ذکر شده است. ماتریس خارج سلولی کشش ریه را حفظ می‌کند. غشای پایه با اپیتلیوم آلوئولار همراه است و در سد خونی-هوایی مهم است. این کمبود با نقص عملکردی و حالات بیماری همراه است. ویتامین A در رشد آلوئولها که چندین سال پس از تولد ادامه می‌یابد، بسیار مهم است.

## اثربخشی ورزش در درگیری ریوی ناشی از کرونا
نشان داده شده است هشت هفته تمرینات پیلاتس و پیلاتس در آب در افرادی که بیماری کرونا را همراه با درگیری شدید ریوی تجربه کردند به شکل معناداری عملکرد ریوی و کیفیت زندگی آنها را بهبود بخشیده است.

## اهمیت بالینی

### التهاب و عفونت
- سینه‌پهلو
- التهاب نایژک
- پلورزی
- سل

### تغییرات خون رسانی
- آمبولی ریه

### بیماریهای انسدادی ریه
- آسم
- برونشیت
- برونشکتازی

### اختلال مادرزادی
- سندرم زجر تنفسی نوزادان
- فتق مادرزادی دیافراگم

## دیگر جانداران

### پرندگان
ریه‌های پرندگان نسبتاً کوچک هستند، اما به ۸ یا ۹ کیسه هوا متصل هستند که در قسمت اعظم بدن گسترش یافته و به نوبه خود به فضاهای هوایی درون استخوان‌ها متصل می‌شوند. هنگام تنفس، هوا از طریق نای پرنده به داخل کیسه‌های هوا می‌رود. سپس هوا به‌طور مداوم از کیسه‌های هوایی در پشت، از طریق ریه‌ها، که اندازه آنها نسبتاً ثابت است، به طرف کیسه‌های هوا در جلو حرکت می‌کند و از اینجا هوا خارج می‌شود. این ریه‌ها با اندازه ثابت «ریه‌های گردش خون» نامیده می‌شوند، متمایزند از «ریه‌های شکمی» که در اکثر حیوانات دیگر یافت می‌شود.

### شش‌های کتابی در عنکبوت‌ها
عنکبوت‌های بزرگ دارای ساختارهای تنفسی صفحه‌ای به نام شش‌های کتابی هستند. این اندام‌ها از صفحات موازی تشکیل شده‌اند که سطح تنفسی را تا ۱۰ برابر حجم بدن افزایش می‌دهند. جالب اینکه این ساختار الهام‌بخش طراحی سیستم‌های تصفیه‌هوای پیشرفته شده است.

### شش‌های دوگانه ماهی ریه‌دار
این ماهی‌های باستانی هم دارای آبشش و هم شش هستند. آنها می‌توانند تا ۴ سال بدون آب زنده بمانند و در حالت نهفتگی (کمون) متابولیسم خود را تا ۱٪ کاهش دهند.

### حشرات با شش‌های مایع
لارو برخی سنجاقک‌ها آب را به داخل روده پمپ می‌کنند و اکسیژن آن را جذب می‌کنند. این سیستم به آنها اجازه می‌دهد در آب‌های کم‌اکسیژن زنده بمانند.